# Ernesto P. Uruchurtu
Ernesto Uruchurtu Peralta (Hermosillo, Sonora; 28 de febrero de 1906 - Ciudad de México, 8 de octubre de 1997), conocido como Ernesto P. Uruchurtu, fue un político mexicano, miembro del Partido Revolucionario Institucional. Se desempeñó como regente del Departamento del Distrito Federal (véase Ciudad de México) entre 1952 y 1966, durante los periodos de Adolfo Ruiz Cortines, Adolfo López Mateos y Gustavo Díaz Ordaz. En su administración realizó una importante reforma urbanística en el trazo vial de la Ciudad de México. Calle dedicada en Ciudad de México: (19°25′19″N 99°04′17″O / 19.4219249, -99.0712719)

## Biografía
Fue el 6° hijo de 9 hermanos del matrimonio conformado por Gustavo Adolfo Uruchurtu Ramírez, originario de Hermosillo, Sonora, y María Luisa Regina Peralta Arvizu, originaria de Villa de Seris, Sonora.

### Familia
Sus hermanos fueron:
- María Mercedes Uruchurtu P. Casada con Manuel Orozco y padres de José Manuel Orozco Uruchurtu quien llegara a ser Secretario General del Seguro Social, director general de la Industria Petroquímica Nacional y diplomático;
- Gustavo A. Uruchurtu Peralta quien fuera médico personal del presidente Álvaro Obregón, diputado federal, senador de la República, patrono presidente del Nacional Monte de Piedad, entre otros cargos.
- Carmen Uruchurtu P., casada con José Gárate Valdés y padres de Alejandro Gárate Uruchurtu quien se dedicó a la Administración Pública por varios años y a la militancia partidista en el PRI, donde ha ocupado diversos cargos.
- Margarita Alicia Uruchurtu P.
- Manuel Uruchurtu P.
- Armida Uruchurtu P.
- Julia Uruchurtu P.

Su tío Manuel Uruchurtu fue diputado y el único mexicano a bordo del Titanic en donde pereció en 1912.

### Estudios
Sus estudios primarios y secundarios los realiza en su natal Hermosillo, en el Colegio de Sonora. En 1921 se traslada a la Ciudad de México para ingresar a la Escuela Nacional Preparatoria. En 1924 ingresa a la UNAM para cursar la carrera de Derecho, misma que termina en 1929 y recibiendo su título profesional en 1930.

### Política
Al concluir sus estudios profesionales regresa al Estado de Sonora, siendo designado Ministerio Público con sede en Nogales. Posteriormente ocupó diversos cargos tales como procurador de Justicia del Estado, juez del Tribunal Superior del Estado y presidente magistrado del mismo Tribunal Superior del Estado de Sonora.
En el ámbito político de Sonora, fue presidente del Comité Estatal del Partido de la Revolución Mexicana (PRM), antecesor del actual PRI.
Siendo Gobernador del Estado Román Yocupicio, se ve forzado a renunciar como Presidente del Tribunal Superior de Justicia del Estado de Sonora, al ratificar una sentencia contraria a los intereses particulares del entonces gobernador[cita requerida].
Al regresar nuevamente al Distrito Federal, a finales de los años 30, se integra como Asesor Jurídico de la Secretaría de Agricultura y Ganadería. Posteriormente, durante el Gobierno del Presidente Manuel Ávila Camacho es nombrado Director Jurídico del Banco Ejidal y, posteriormente, como Director Interino del propio Banco Ejidal.
En la Secretaría de Gobernación fungió como Director de Gobierno bajo el mando del presidente Miguel Alemán Valdés, a la par Secretario de Gobernación.
Durante la campaña política de Miguel Alemán para la Presidencia de la República, se reintegra al Partido de la Revolución Mexicana, donde es miembro del Consejo Nacional, presidido por Teófilo Borunda, que convoca a la Asamblea Nacional para la renovación del PRM y la conformación y constitución del PRI.
El 4 de marzo de 1946 es electo primer Secretario General del PRI, cuyo presidente fue Pascacio Gamboa.
En diciembre de 1946 es nombrado por el presidente Miguel Alemán Valdés, como subsecretario de Gobernación. Unos meses después, con el fallecimiento del Secretario de Gobernación. Héctor Pérez Martínez, fue designado como encargado del despacho, cargo que ocupa poco más de un año hasta la designación de Adolfo Ruiz Cortines como titular del Ramo.
Ante la postulación de Adolfo Ruiz Cortines a la Presidencia de la República, el presidente Alemán lo designa Secretario de Gobernación.

### Jefe del Departamento del Distrito Federal
El 1 de diciembre de 1952 es nombrado Jefe del Departamento del Distrito Federal por el presidente Adolfo Ruiz Cortines, cargo en el que es ratificado el 1 de diciembre de 1958 por Adolfo López Mateos y nuevamente ratificado el 1 de diciembre de 1964 por el presidente Gustavo Díaz Ordaz.
El 14 de septiembre de 1966 renunció al Cargo de Jefe del Departamento del Distrito Federal, renuncia que no le fue aceptada, en principio y por escrito, por el presidente Díaz Ordaz. No obstante, se presentó con el propio Presidente a fin de convencerlo de que le aceptara la renuncia.[cita requerida]
Apodado el "Regente de Hierro", combatió a favor de la reordenación del Distrito Federal estableciendo Leyes y Reglamentos para regular los usos del suelo, el ordenamiento urbano, la protección del medio ambiente, el fortalecimiento y ordenamiento del transporte público —principalmente eléctrico y no contaminante[cita requerida]— y atacó constantemente la invasión de predios y reguló y combatió la prostitución, entre otros muchos aspectos.

### Obras en la Ciudad de México

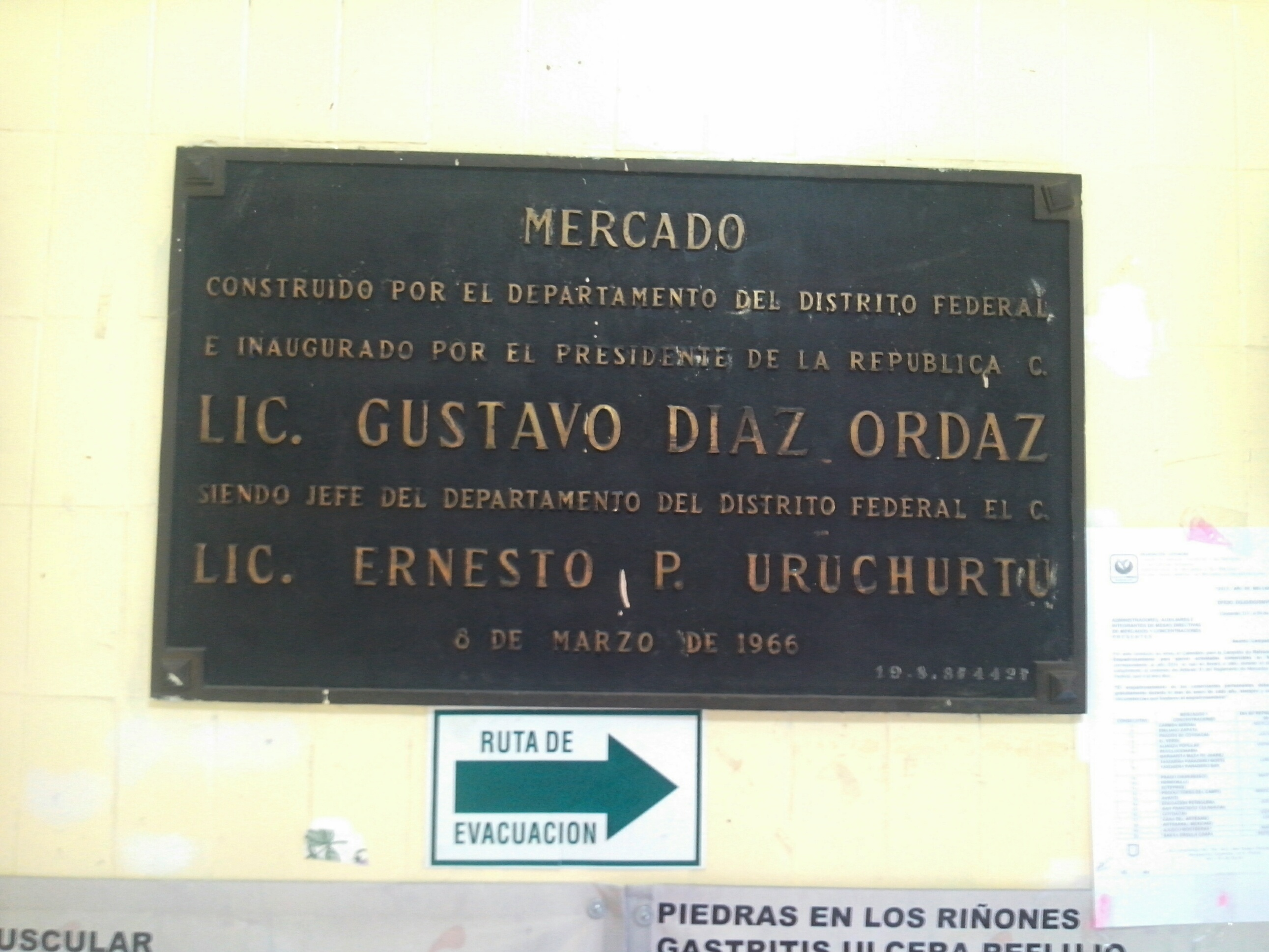
Placa inaugural de un mercado de la Ciudad de México.

Entre sus obras más importantes destacan el entubamiento del Río de la Piedad y la construcción del Viaducto Piedad con su posterior ampliación mediante el Viaducto Miguel Alemán, al igual que el entubamiento del Río Churubusco y la construcción y ampliación de la avenida del mismo nombre. Se construyó el Periférico desde el Toreo de Cuatro Caminos hasta Cuemanco, en Xochimilco.
Se llevó a cabo la ampliación del Paseo de la Reforma que, si bien tuvieron que derribarse algunas manzanas del centro de la Ciudad, el beneficio para el creciente tráfico urbano fue fundamental. Asimismo se hizo la ampliación de la Av. Insurgentes Norte desde Villalongín hasta Indios Verdes (salida a Pachuca, Hidalgo).
Durante su administración se construyó el Colector Central, paso previo al drenaje profundo, y se cambió cerca del 80% (de esos años) tanto de los drenajes de aguas negras como pluviales, con lo que se abatió las graves inundaciones que venía sufriendo la Ciudad de México en las décadas pasadas. Asimismo se amplió y modernizó la red de distribución de agua potable, además de la construcción de diversas plantas de tratamiento de agua.
Durante los casi 14 años de gobierno, se construyeron más de 180 mercados públicos en la Ciudad, destacando, entre otros, el Mercado de La Merced (como un gran centro de distribución), el Mercado de San Juan (fundamentalmente de mariscos), el Mercado de Sonora, el de la Lagunilla y el Mercado de Peralvillo. Asimismo se abatió a los rastros clandestinos e insalubres con la construcción y operación del Rastro de la Ciudad de México, conocido como Ferrería.
Constructor de grandes parques y jardines, se destacan principalmente la Segunda Sección del Bosque de Chapultepec que alberga 2 grandes lagos artificiales, un parque de diversiones (con la Montaña Rusa de madera más grande y rápida del mundo en la década de los 60), fuentes y jardines y el Museo de Historia Natural. También se construyó el Bosque de San Juan de Aragón, que alberga el 2° zoológico de la ciudad, además de las extensas áreas deportiva, jardinadas y boscosas. La construcción de la Ciudad Deportiva de la Magdalena Mixiuhca, obra monumental, inaugurada durante la visita a México del Mariscal yugoslavo Josip Broz Tito, encaminada a la práctica de todos los deportes (fútbol, básquetbol, béisbol, natación, atletismo, ciclismo, etc.) y el actual Autódromo Hermanos Rodríguez. Asimismo, se regeneraron los canales de Xochimilco y se construyó el Embarcadero, además de la construcción del Mercado de las Flores de Xochimilco.
Se construyeron importantes museos como el de Museo de Arte Moderno y, en coordinación con la Secretaría de Educación Pública, el Museo Nacional de Antropología. Junto al Castillo de Chapultepec, en una de sus laderas, se construyó el Museo de Historia de México o Museo del Caracol y, en el centro de la ciudad se regeneraron diversos edificios coloniales, destacando el que alberga al Museo de la Ciudad de México. Se construyeron los nuevos edificios de la Tesorería, de la Procuraduría de Justicia, del Servicio Médico Forense y del Tribunal Superior de Justicia, además de diversas Delegaciones Políticas.
En su segundo periodo al frente del Departamento del Distrito Federal realizó sus obras más importantes: la terminación del Viaducto Miguel Alemán, la vía rápida sobre Calzada de Tlalpan, la avenida Río Churubusco, la ampliación al norte del Paseo de la Reforma y el primer tramo del Anillo Periférico. Se inauguraron el Estadio Azteca y se amplia el Bosque de Chapultepec y se construye el parque de diversiones y el Museo Nacional de Antropología.
Es en este segundo periodo en que se perfila como un fuerte aspirante a la presidencia, dada su alta popularidad entre la población capitalina. Sin embargo, sus aspiraciones fueron truncadas por el entonces presidente Adolfo López Mateos.
Fue ratificado por Gustavo Díaz Ordaz para un tercer periodo de gestión, pero renunció al gobierno capitalino el 14 de septiembre de 1966 después de las fuertes críticas desatadas por el violento desalojo de más de 3,000 colonos en el Pedregal de Santa Úrsula al Sur de la Ciudad frente al Estadio Azteca.
Durante su larga administración, se opuso sistemáticamente a la construcción de un tren metropolitano. Tras su salida del gobierno de la capital se construyó el Metro de la Ciudad de México.

## Muerte
Murió en su casa del Paseo de la Reforma el 8 de octubre de 1997.[cita requerida]